# Prabhu Deva
Prabhu Deva Sundaram (Tamil : பிரபு தேவா சுந்தரம் (pirapu tēvā cuntaram) más conocido como Prabhu Deva (Chennai, 3 de abril de 1973) es un coreógrafo, actor, cantante y director de películas indio. Popularmente es conocido como el "Michael Jackson de la India" por sus particulares movimientos de baile. Su primera película como director de coreografía fue Vetri Vizha (Tamil). Desde entonces ha sido coreógrafo en alrededor de 100 películas. Ha recibido el Premio Nacional de Mejor Coreógrafo por la película Minsara Kanavu. 
Antes de comenzar su carrera como un actor a tiempo completo, hizo varias secuencias musicales en películas. La primera vez que apareció como héroe en una película fue con Indhu junto a la actriz Roja. Prabhu Deva ha ganado el Filmfare Best Actor Award South.
Es el hijo del legendario maestro de danza Sundaram, y bailar es su pasión. Empezando como coreógrafo se ha ido estableciendo como actor. Actualmente es una estrella en Kollywood gracias a sus particulares pasos de baile. El éxito de Prabhu Deva se le puede atribuir gracias a su particular estilo bailando más que a otra cosa.

## Biografía
Deva nació en la familia kannadiga en Mysores, Karnataka el 3 de abril de 1973 y creció en Alwarpet, Chennai, Tamil Nadu. Su lengua madre es kannada (canarés). Se inspiró en su padre Mugur Sundar, que era un maestro de baile en películas populares del sur de India. Diva adoptó la danza como su carrera y pasión, aprendiendo danzas indias como bharatanatyam tanto como estilos occidentales de baile. Sus hermanos Raju Sundaram y Nagendra Prasad también trabajan como coreógrafos en el sur de la India. A partir de su trabajo como coreógrafo quiso establecerse como actor. Sus pasos de baile le permitieron ser una estrella en Kollywood (la industria fílmica Tamil). Su primera película como director de baile fue Vetri Vizha. Ha coreografiado alrededor de 100 películas. Antes de comenzar su carrera como actor, cantó secuencias en filmes, comenzando con Gentleman (1993). Su primera película como héroe fue Kadhalan(1994) y la actriz principal fue Nagma, en la cual Deva se salva gracias a su baile. En 1999, Deva, Shobhana y A.R. Rahman actuaron con una tropa de bailarines tamil en el concierto "Michael Jackson and Friends" en Múnich, Alemania. Tiene una gran cantidad de seguidores en la industria fílmica tamil, Telugu y Kannada. 
Deva está casado con Latha y tienen tres hijos : Vishal Deva (nacido como Basavaraju), Rishi Raghavendra Deva y Aditya Deva. El mayor de sus hijos, Vishal Deva murió el 4 de diciembre de 2008 con doce años tras sufrir un cáncer. El funeral tuvo lugar el mismo día.

## Vida ligada al cine
Deva apareció por primera vez en una canción del filme Gentleman. La habilidad bailando que demostró en la canción Chiku buku raile fue suficiente para que la juventud enloqueciera. Se le puede ver bailando en el grupo del fondo junto a su hermano Rajusundaram en la canción "Raja Rajathi Raja", del cual su padre fue el director de coreografía. Después de Gentleman le siguió Kadhalan del director S. Shankar con él como protagonista. Se convirtió en la sensación del momento de la noche a la mañana, dándose a conocer como un bailarín extraordinario por sus flexibles movimientos. Aunque trabajó durante un tiempo como actor, su talento no fue reconocido hasta Ezhayin Siripiley, incluso en Pennin Manathai Thottu, su habilidad fue elogiada. Deva decidió dirigir una película en Telugu, Nuvvostanante Nenoddantana (2005) protagonizada por Siddharth y Trisha Krishnan, la cual fue tal éxito que el productor de la misma le ofreció otro trabajo. Esta película obtuvo el Premio a la MejorPelícula concedido por el Gobierno de Andhra Pradesh En el año 2005. Trisha Krishnan ganó el premio a la mejor actriz y Sri Hari al mejor actor secundario.

### Filmografía
- Indhu (Tamil)
- Kadhalan (Tamil)
- Rasaiya (Tamil)
- Mr.Romeo (Tamil)
- Love Birds (Tamil)
- Minsara Kanavu (Tamil)
- V.I.P (Tamil)
- Naam Iruvar Namukku Iruvar (Tamil)
- O Radha edaru Krishnala Pelli (Telugu)
- Kaadala Kaadala (Tamil)
- Jamesbond (Tamil)
- Doubles (Tamil)
- Suyamvaram (Tamil)
- Time (Tamil)
- Ezhayin Siripiley (Tamil)
- Santosham (Telugu)
- Thottigang (Telugu)
- Agni Varsha (Hindi)
- Pennin Manathai Thottu (Tamil)
- Andharu Dongalle (Telugu)
- Ullam kollai poguthae (tamil)
- Tapana (Telugu)
- Engal Anna (Tamil)
- Chukkallo Chandrudu (Telugu)
- Style (Telugu)
- Vanathai Pola
- H2O (Kannada)

### Director
- Nuvvostanante Nenoddantana (2005, Telugu)
- Pournami (2006, Telugu)
- Pokiri (2006, Tamil)
- Shankardada Zindabad (2007, Telugu)

### Bailarín principal
- Idayam (Tamil)
- Valtar Vetrivel (Tamil)
- Baba (Tamil)
- Suriyan (Tamil)
- Gentleman (Tamil)
- Lakshya (Hindi)
- Pukar (Hindi)
- Śakti: The power (Hindi)
- Nuvvostanante Nenoddantana (telugu)
- Agni natchatram[tamil]